# Sadāparibhūta
Sadāparibhūta, mot sanskrit signifiant « constamment sans mépris », sadā : toujours, constamment ; et aparibhūta : sans mépris, (chin. changbuqing 常不轻; jap. Fukyō ou Jōfukyō ) est le nom d'un bodhisattva réputé par la pratique du respect des autres et sans aucun mépris partout et toujours. Ce personnage est tiré du chapitre Sadāparibhūta bodhisattva du soutra bouddhique Le soutra de la bonne loi du lotus blanc.
Dans ce soutra, le bouddha Shakyamuni (Shākyamuni) raconte l'histoire de ce bodhisattva : des myriades et des myriades de kalpas avant, il était un bouddha appelé le tathāgata Roi du Son prestigieux, dont la vie et la durée d'enseignement étaient extrêmement longs, et dans la période de la loi semblable où les moines sont devenus très arrogants, il y avait un moine bodhisattva modeste et respectueux qui, voyant des pratiquants du bouddhisme moines ou laïcs, les saluait en leur disant ainsi : « Je vous respecte beaucoup, je n'ose point vous mépriser, pourquoi ? Parce que vous pratiquez tous la voie du bodhisattva et vous deviendrez tous bouddhas. » 
Parmi lesquels il y avait ceux dont le cœur n'était pas pur et dont la rancune était forte, ils dédaignaient non seulement de son geste mais l'insultaient de la sorte : « D'où viens-tu moine stupide ? Qu'est-ce qui te demande de dire que tu ne nous méprises pas et de prédire que nous deviendrons bouddhas, nous n'avons pas besoin de ta prédication mensongère. » 
Devant de telles reproches et insultes, ce moine ne se mettait pas du tout en colère, il se comportait de la même façon envers les autres. Parfois des gens le frappaient avec un bâton ou lui jetaient des cailloux, tout en évitant des coups il disait encore à haute voix : « Je n'ose point vous mépriser, vous deviendrez tous bouddhas. » Parce qu'il disait toujours ainsi, les moines arrogants et les pratiquants laïcs impurs le surnommaient moine ne méprisant jamais.
Avant sa mort, ce moine ne méprisant jamais a entendu le bouddha Roi du Son prestigieux prêcher dans le ciel le Soutra de la bonne loi du lotus blanc, ainsi ses yeux, ses oreilles, son nez, sa langue, son corps et son esprit sont tous devenus purs, il expliquait l'enseignement du bouddha aux quatre sortes d'êtres constituant l'assemblée monacale, par cette preuve il a persuadé et conquis ceux qui l'avaient insulté et battu, ils venaient l'écouter et suivre son enseignement. Par ses mérites il a pu rencontrer des bouddhas innombrables, recevoir, réciter et expliquer aux quatre classes le dharma, le Soutra de la bonne loi du lotus blanc, et il est parvenu enfin à devenir bouddha. 
En effet, ce Sadāparibhūta bodhisattva n'était pas autre que le bouddha Shākyamuni lui-même.